# Balta longicercata
Balta longicercata es una especie de cucaracha del género Balta, familia Ectobiidae.

## Distribución
Esta especie se encuentra en islas Mascareñas, Maldivas, Seychelles, archipiélago de Chagos, Sudán del Sur, Costa de Marfil e isla Santa Elena.